# Чайковский, Мирослав Степанович

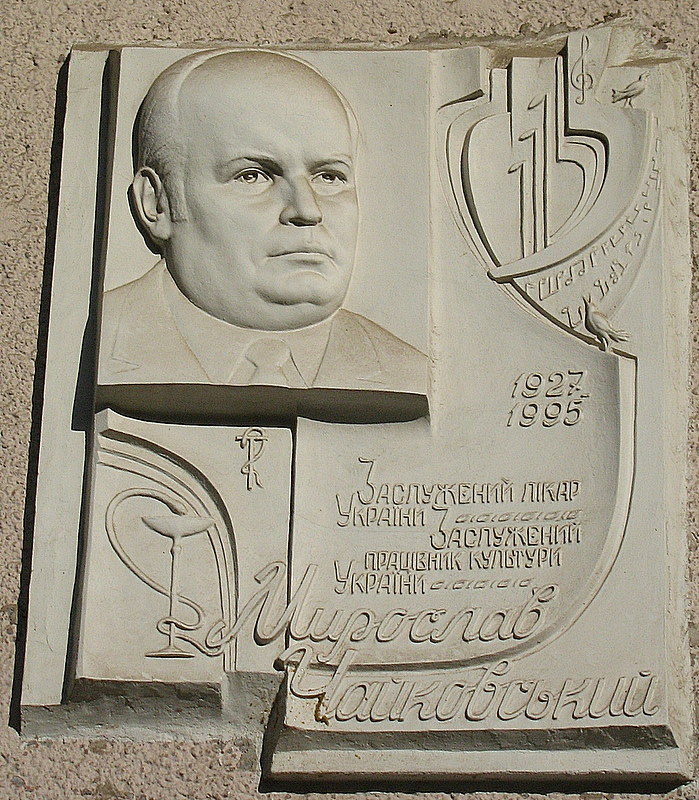
Памятная доска в г. Свалява

Мирослав Степанович Чайковский (19 февраля 1927, Дубриничи — 1995, Свалява, Закарпатская область) — советский и украинский медик и хоровой дирижёр, Заслуженный деятель культуры УССР, Заслуженный врач Украины, Почётный гражданин города Свалява (2000).

## Биография
Родился 19 февраля 1927 года в селе Дубриничи в семье учителя.
В 1953 году окончил медицинский факультет Ужгородского государственного университета. С 1953 года работал в Сваляве врачом родильного отделения, затем — главным врачом районной больницы. Добился значительного расширения сети и совершенствования работы лечебных учреждений.
Энтузиаст музыки и народной песни. В 1953 году организовал хор при райпотребсоюзе, которым руководил в течение 42 лет. Прославленный хор успешно выступал на различных смотрах, праздниках и фестивалях, в сёлах и городах, в частности, Ужгороде, Киеве и Москве, а также за рубежом, и получил почётное звание народного.
В 1992 году вместе с единомышленниками создал также церковный хор греко-католической церкви. Более 1300 концертов, литургических песнопений подарил людям с этими хоровыми коллективами.
Умер в 1995 году в Сваляве.

## Награды
- Медаль «За трудовую доблесть» (1961);
- Орден Трудового Красного Знамени (1971);
- Орден Ленина (1976);
- Заслуженный работник культуры УССР;
- Заслуженный врач Украины;
- Почётный гражданин города Свалява (15 сентября 2000)[1].

## Память
- Именем М. С. Чайковского названа одна из улиц города Свалява.
- М. С. Чайковский занесен в Книгу почётных граждан города.
- Его барельеф установлен на здании городского совета в галерее выдающихся деятелей Свалявщины.